# Amidu Karim
Amidu Karim (né le 10 avril 1974 au Sierra Leone) est un joueur de football international sierra-léonais, qui évolue au poste d'attaquant.

## Biographie

### Carrière en sélection
Avec l'équipe de Sierra Leone, il joue cinq matchs entre 1994 et 1997. 
Il figure dans le groupe des sélectionnés lors des Coupes d'Afrique des nations de 1994 et de 1996.